# Runa Imai
Pour les articles homonymes, voir Imai.
Runa Imai (今井 月, Imai Runa), née le 15 août 2000 à Gifu, est une nageuse japonaise spécialiste du 4 nages.

## Biographie
Lors des Jeux pan-pacifiques junior 2014 à Maui (Hawaï), elle remporte le 200 m brasse devant la Japonaise Manami Chida et l'Américaine Emily Kopas.
Âgée de seulement seize ans, elle se qualifie pour les Jeux olympiques de Rio en 2016, où elle termine onzième des séries du 200 m 4 nages, se qualifiant pour les demi-finales. Lors de ces dernières, elle termine seulement quinzième, ratant l'accès à la finale.
Aux Championnats du monde en petit bassin 2018, elle bat le record du Japon et d'Asie du 4 × 50 m nage libre féminin avec ses compatriotes Aya Sato, Rika Omoto et Tomomi Aoki en 1 min 37 s 35. En individuel, elle remporte la médaille d'argent du 100 m 4 nages derrière la Hongroise Katinka Hosszú et devant la Jamaïcaine Alia Atkinson.
En avril 2018, elle annonce être acceptée en sports-études à l'Université Tōyō à partir de la rentrée 2019.

## Palmarès

### Championnats du monde en petit bassin
- Championnats du monde de natation en petit bassin 2018 à Hangzhou ( Chine) :
  -  médaille d'argent du 100 m 4 nages

### Jeux pan-pacifiques junior
- Jeux pan-pacifiques junior 2014 à Maui ( Hawaï) :
  -  médaille d'or du 200 m brasse